# Calophyllaceae
Calophyllaceae J.Agardh è una famiglia di piante angiosperme dell'ordine Malpighiales.

## Tassonomia
La famiglia comprende i seguenti generi:
- Calophyllum L.
- Caraipa Aubl.
- Clusiella Planch. & Triana
- Endodesmia Benth.
- Haploclathra Benth.
- Kayea Wall.
- Kielmeyera Mart.
- Mahurea Aubl.
- Mammea L.
- Marila Sw.
- Mesua L.
- Neotatea Maguire
- Poeciloneuron Bedd.